# Groove metal
Groove metal (numit și neo-thrash, post-thrash, power groove sau simplu groove), este un subgen al muzicii heavy metal, derivat din thrash metal, apărut la începutul anilor 1990. Tipic, fiind influențat de death metal, implică chitare distorsionate, growl vocal profund, baterie blast beat, și un ritm mai slab decât thrash metalul.

## Formații
Pentru mai multe detalii despre acest subiect, vedeți Listă de formații groove metal.

Populara formație Pantera este frecvent asociată cu genul glam metal

Stilul este asociat cu formații ca Pantera, Lamb of God, Sepultura, Soulfly, Gojira, Throwdown, Machine Head, Byzantine, Anthrax, Spiritual Beggars, și Texas Hippie Coalition. 